# Modernités
Modernités es una colección de volúmenes dedicados a la investigación literaria. Se publica en la editorial Presses universitaires de Bordeaux desde 1990 y está supervisada por el Centro de Investigación sobre la Modernidad literaria (sigla TELEM) de la Universidad de Bordeaux-Montaigne. Fue dirigida sucesivamente por Yves Vadé (1990-1998), Dominique Rabaté (1998-2010) y Éric Benoit (desde 2010). En noviembre de 2024 apareció el volumen número 49, dedicado a las Poétiques de l'incomplétude, bajo la dirección de Benoit. 
Su comité de lectura internacional está compuesto por Sandra Laugier, Jacques Neefs, Michael Sheringham, Jacques Dubois, Laurent Jenny, Pierre Glaudes, Akira Mizubayashi y Alexandre Gefen.
Modernités es también el título de otra colección de volúmenes dedicados a la investigación literaria. Fue publicada por Éditions Paradigme desde 1994 y dirigida por Annie Becq. El primer trabajo publicado fue Maintenant sur ma route... de Robert Mauzi, con prefacio de Jean Ehrard